# Ani Filipova
Ani Filipova es una deportista de la búlgara que compitió en remo como timonel. Ganó una medalla de plata en el Campeonato Mundial de Remo de 1979, en la prueba de cuatro scull con timonel.

## Palmarés internacional
| Campeonato Mundial | Campeonato Mundial | Campeonato Mundial | Campeonato Mundial       |
| Año                | Lugar              | Medalla            | Prueba                   |
| ------------------ | ------------------ | ------------------ | ------------------------ |
| 1979               | Bled (Yugoslavia)  | Medalla de plata   | Cuatro scull con timonel |